# Parapallene haddoni
Parapallene haddoni är en havsspindelart som beskrevs av Carpenter, G.H. 1892. Parapallene haddoni ingår i släktet Parapallene och familjen Callipallenidae. Inga underarter finns listade i Catalogue of Life.